# Massacro di Deutsch Schützen
Il massacro di Deutsch Schützen fu un crimine di massa avvenuto nel 1945, coinvolse 60 lavoratori ebrei nel Deutsch Schützen-Eisenberg, in Austria. Nei pressi della vecchia chiesa di Deutsch Schützen, è stata posta una lapide per commemorare le vittime nel massacro.

## Incidente e conseguenze
L'incidente avvenne il 29 marzo 1945, i resti delle vittime furono ritrovati nel 1995 dalla Comunità israelita di Vienna.
Nel 2008, lo studente di scienze politiche viennese Andreas Forster scoprì il nome di Adolf Storms nei registri dell'incidente. Il professore di Forster, Walter Manoschek, raccolse le prove e registrò un'intervista a Storms.
Nel 2009, l'allora novantenne Storms fu incriminato per il suo presunto coinvolgimento nel massacro. Storms morì il 28 giugno 2010 all'età di 90 anni.